# Bredene Koksijde Classic 2024
La Bredene Koksijde Classic 2024 ou Bredene Coxyde Classic 2024 est la 13e édition de cette course cycliste masculine sur route, auparavant appelée Handzame Classic. Elle a lieu le 15 mars 2024 dans la province de Flandre-Occidentale, en Belgique, entre Bredene et Coxyde. Elle fait partie du calendrier UCI ProSeries 2024 en catégorie 1.Pro.

## Présentation

### Équipes
| WorldTeams (8)- Alpecin-Deceuninck - Arkéa-B&B Hotels - Intermarché-Wanty - Lidl-Trek - Soudal Quick-Step - Team dsm-firmenich PostNL - Team Jayco AlUla - UAE Team Emirates ProTeams (10)- Bingoal WB - Israel-Premier Tech - Lotto Dstny - Q36.5 Pro Cycling Team - TDT-Unibet - Team Flanders-Baloise - Team Novo Nordisk - TotalEnergies - Tudor Pro Cycling Team - Uno-X Mobility Équipes continentales (2)- Tarteletto-Isorex - Volkerwessels Cycling Team |
| |

## Récit de la course
Une échappée initiale de cinq hommes puis plusieurs bordures ont scindé le peloton avant qu'un groupe d'une cinquantaine de coureurs ne se retrouve en tête à 27 kilomètres de l'arrivée. Cinq coureurs sont alors partis à l'attaque : les Belges Yves Lampaert et Dries De Pooter, l’Allemand Nils Politt, le Néerlandais Daan Hoole et l’Australien Patrick Eddy. Lampaert et Eddy, les deux rescapés de ce groupe sont finalement repris par le peloton à 1,7 km du terme. La victoire se joue au sprint. Le Néerlandais Dylan Groenewegen qui avait lancé le sprint de loin est dépassé juste avant la ligne d'arrivée par l'Italien Luca Mozzato qui s'impose.

## Classements

### Classement final
| \| Classement général \| Classement général \| Classement général \| Classement général \| Classement général \| \| Coureur \| Coureur \| Pays \| Équipe \| Temps \| \| ------------------ \| ------------------ \| ------------------ \| ------------------------- \| ------------------ \| \| 1er \| Luca Mozzato \| Italie \| Arkéa-B&B Hotels \| 4 h 46 min 30 s \| \| 2e \| Dylan Groenewegen \| Pays-Bas \| Team Jayco AlUla \| + 0 s \| \| 3e \| Gerben Thijssen \| Belgique \| Intermarché-Wanty \| + 0 s \| \| 4e \| Simone Consonni \| Italie \| Lidl-Trek \| + 0 s \| \| 5e \| Emīls Liepiņš \| Lettonie \| Team dsm-firmenich PostNL \| + 0 s \| \| 6e \| Arnaud De Lie \| Belgique \| Lotto Dstny \| + 0 s \| \| 7e \| Arvid de Kleijn \| Pays-Bas \| Tudor Pro Cycling Team \| + 0 s \| \| 8e \| Timothy Dupont \| Belgique \| Tarteletto-Isorex \| + 0 s \| \| 9e \| Hugo Hofstetter \| France \| Israel-Premier Tech \| + 0 s \| \| 10e \| Dries Van Gestel \| Belgique \| TotalEnergies \| + 0 s \| |                   |          |                           |                 |
| |                   |          |                           |                 |
| Source : ProCyclingStats |                   |          |                           |                 |
| Classement général |                   |          |                           |                 |
| Coureur | Coureur           | Pays     | Équipe                    | Temps           |
| 1er | Luca Mozzato      | Italie   | Arkéa-B&B Hotels          | 4 h 46 min 30 s |
| 2e | Dylan Groenewegen | Pays-Bas | Team Jayco AlUla          | + 0 s           |
| 3e | Gerben Thijssen   | Belgique | Intermarché-Wanty         | + 0 s           |
| 4e | Simone Consonni   | Italie   | Lidl-Trek                 | + 0 s           |
| 5e | Emīls Liepiņš     | Lettonie | Team dsm-firmenich PostNL | + 0 s           |
| 6e | Arnaud De Lie     | Belgique | Lotto Dstny               | + 0 s           |
| 7e | Arvid de Kleijn   | Pays-Bas | Tudor Pro Cycling Team    | + 0 s           |
| 8e | Timothy Dupont    | Belgique | Tarteletto-Isorex         | + 0 s           |
| 9e | Hugo Hofstetter   | France   | Israel-Premier Tech       | + 0 s           |
| 10e | Dries Van Gestel  | Belgique | TotalEnergies             | + 0 s           |

### Classement UCI
La course attribue des points au classement mondial UCI 2024 selon le barème suivant :
| Position           | 1er | 2e  | 3e  | 4e  | 5e | 6e | 7e | 8e | 9e | 10e | 11e | 12e | 13e | 14e | 15e | 16e à 30e | 31e à 40e |
| Classement général | 200 | 150 | 125 | 100 | 85 | 70 | 60 | 50 | 40 | 35  | 30  | 25  | 20  | 15  | 10  | 5         | 3         |

## Liste des participants
| Intermarché-Wanty IWA | Intermarché-Wanty IWA           | Intermarché-Wanty IWA |
| --------------------- | ------------------------------- | --------------------- |
| Num                   | Coureur                         | Pos                   |
| 1                     | Gerben Thijssen (BEL)           |                       |
| 2                     | Dries De Pooter (BEL)           |                       |
| 3                     | Madis Mihkels (EST)             |                       |
| 4                     | Baptiste Planckaert (BEL)       |                       |
| 5                     | Sacha Prestianni (BEL)          |                       |
| 6                     | Roel van Sintmaartensdijk (NED) |                       |
| 7                     | Adrien Petit (FRA)              |                       |

| Soudal Quick-Step SOQ | Soudal Quick-Step SOQ      | Soudal Quick-Step SOQ |
| --------------------- | -------------------------- | --------------------- |
| Num                   | Coureur                    | Pos                   |
| 11                    | Yves Lampaert (BEL)        |                       |
| 12                    | Gil Gelders (BEL)          |                       |
| 13                    | Pepijn Reinderink (NED)    |                       |
| 14                    | Leander Van Hautegem (BEL) |                       |
| 15                    | Paul Magnier (FRA)         |                       |
| 16                    | Warre Vangheluwe (BEL)     |                       |
| 17                    | Jordi Warlop (BEL)         |                       |

| UAE Team Emirates UAD | UAE Team Emirates UAD      | UAE Team Emirates UAD |
| --------------------- | -------------------------- | --------------------- |
| Num                   | Coureur                    | Pos                   |
| 21                    | Álvaro Hodeg (COL)         | NP                    |
| 22                    | Ivo Oliveira (POR) (route) |                       |
| 24                    | António Morgado (POR)      |                       |
| 25                    | Sebastián Molano (COL)     |                       |
| 26                    | Nils Politt (GER)          |                       |
| 27                    | Michael Vink (NZL)         |                       |

| Team dsm-firmenich PostNL DFP | Team dsm-firmenich PostNL DFP | Team dsm-firmenich PostNL DFP |
| ----------------------------- | ----------------------------- | ----------------------------- |
| Num                           | Coureur                       | Pos                           |
| 31                            | John Degenkolb (GER)          |                               |
| 32                            | Tobias Lund Andresen (DEN)    |                               |
| 33                            | Johan Dorussen (NED)          |                               |
| 34                            | Emīls Liepiņš (LAT) (route)   |                               |
| 35                            | Tim Naberman (NED)            |                               |
| 36                            | Timo Roosen (NED)             |                               |
| 37                            | Patrick Eddy (AUS)            |                               |

| Team Jayco AlUla JAY | Team Jayco AlUla JAY        | Team Jayco AlUla JAY |
| -------------------- | --------------------------- | -------------------- |
| Num                  | Coureur                     | Pos                  |
| 41                   | Dylan Groenewegen (NED)     |                      |
| 42                   | Jan Maas (NED)              |                      |
| 43                   | Amund Grøndahl Jansen (NOR) |                      |
| 44                   | Luka Mezgec (SLO)           |                      |
| 45                   | Kelland O'Brien (AUS)       |                      |
| 46                   | Blake Quick (AUS)           |                      |
| 47                   | Elmar Reinders (NED)        |                      |

| Alpecin-Deceuninck ADC | Alpecin-Deceuninck ADC  | Alpecin-Deceuninck ADC |
| ---------------------- | ----------------------- | ---------------------- |
| Num                    | Coureur                 | Pos                    |
| 51                     | Robbe Ghys (BEL)        |                        |
| 52                     | Senne Leysen (BEL)      |                        |
| 53                     | Jensen Plowright (AUS)  |                        |
| 54                     | Simon Dehairs (BEL)     |                        |
| 55                     | Siebe Roesems (BEL)     |                        |
| 56                     | Gianni Vermeersch (BEL) |                        |
| 57                     | Ramon Sinkeldam (NED)   |                        |

| Arkéa-B&B Hotels ARK | Arkéa-B&B Hotels ARK | Arkéa-B&B Hotels ARK |
| -------------------- | -------------------- | -------------------- |
| Num                  | Coureur              | Pos                  |
| 61                   | Amaury Capiot (BEL)  |                      |

| Arkéa-B&B Hôtels Continentale ___ | Arkéa-B&B Hôtels Continentale ___ | Arkéa-B&B Hôtels Continentale ___ |
| --------------------------------- | --------------------------------- | --------------------------------- |
| Num                               | Coureur                           | Pos                               |
| 62                                | Pierre Thierry (FRA)              |                                   |

| Arkéa-B&B Hotels ARK | Arkéa-B&B Hotels ARK | Arkéa-B&B Hotels ARK |
| -------------------- | -------------------- | -------------------- |
| Num                  | Coureur              | Pos                  |
| 63                   | David Dekker (NED)   |                      |
| 64                   | Luca Mozzato (ITA)   |                      |
| 65                   | Alan Riou (FRA)      |                      |
| 67                   | Nicolas Milesi (ITA) |                      |

| Lidl-Trek LTK | Lidl-Trek LTK               | Lidl-Trek LTK |
| ------------- | --------------------------- | ------------- |
| Num           | Coureur                     | Pos           |
| 72            | Daan Hoole (NED)            |               |
| 73            | Simone Consonni (ITA)       |               |
| 74            | Martin Pedersen (DEN)       |               |
| 75            | Mathias Vacek (CZE) (route) |               |
| 76            | Otto Vergaerde (BEL)        |               |
| 77            | Matteo Milan (ITA)          |               |

| Lotto Dstny LTD | Lotto Dstny LTD          | Lotto Dstny LTD |
| --------------- | ------------------------ | --------------- |
| Num             | Coureur                  | Pos             |
| 81              | Arnaud De Lie (BEL)      |                 |
| 82              | Joshua Giddings (GBR)    |                 |
| 83              | Mathijs Paasschens (NED) |                 |
| 85              | Lionel Taminiaux (BEL)   |                 |
| 86              | Axel De Lie (BEL)        |                 |
| 87              | Brent Van Moer (BEL)     |                 |

| Israel-Premier Tech IPT | Israel-Premier Tech IPT | Israel-Premier Tech IPT |
| ----------------------- | ----------------------- | ----------------------- |
| Num                     | Coureur                 | Pos                     |
| 91                      | Pascal Ackermann (GER)  |                         |
| 92                      | Hugo Hofstetter (FRA)   |                         |
| 93                      | Oded Kogut (ISR)        |                         |
| 94                      | Jake Stewart (GBR)      |                         |
| 95                      | Kiaan Watts (NZL)       |                         |
| 97                      | Rick Zabel (GER)        |                         |

| Uno-X Mobility UXM | Uno-X Mobility UXM         | Uno-X Mobility UXM |
| ------------------ | -------------------------- | ------------------ |
| Num                | Coureur                    | Pos                |
| 101                | Louis Bendixen (DEN)       |                    |
| 102                | Carl-Frederik Bévort (DEN) |                    |
| 103                | Erlend Blikra (NOR)        |                    |
| 104                | Tord Gudmestad (NOR)       |                    |
| 105                | Niklas Larsen (DEN)        |                    |
| 106                | William Blume Levy (DEN)   |                    |
| 107                | Rasmus Bøgh Wallin (DEN)   |                    |

| TotalEnergies TEN | TotalEnergies TEN       | TotalEnergies TEN |
| ----------------- | ----------------------- | ----------------- |
| Num               | Coureur                 | Pos               |
| 111               | Lucas Boniface (FRA)    |                   |
| 112               | Dries Van Gestel (BEL)  |                   |
| 113               | Thomas Gachignard (FRA) |                   |
| 114               | Lorrenzo Manzin (FRA)   |                   |
| 116               | Anthony Turgis (FRA)    |                   |
| 117               | Baptiste Vadic (FRA)    |                   |

| Bingoal WB BWB | Bingoal WB BWB            | Bingoal WB BWB |
| -------------- | ------------------------- | -------------- |
| Num            | Coureur                   | Pos            |
| 121            | Luca De Meester (BEL)     |                |
| 122            | Cériel Desal (BEL)        |                |
| 123            | Floris De Tier (BEL)      |                |
| 124            | Kenneth Van Rooy (BEL)    |                |
| 125            | Aaron Van der Beken (BEL) |                |
| 126            | Alexander Salby (DEN)     |                |
| 127            | Jens Reynders (BEL)       |                |

| Team Flanders-Baloise TFB | Team Flanders-Baloise TFB | Team Flanders-Baloise TFB |
| ------------------------- | ------------------------- | ------------------------- |
| Num                       | Coureur                   | Pos                       |
| 131                       | Elias Maris (BEL)         |                           |
| 132                       | Toon Clynhens (BEL)       |                           |
| 133                       | Siebe Deweirdt (BEL)      |                           |
| 134                       | Jasper Dejaegher (BEL)    |                           |
| 135                       | Ward Vanhoof (BEL)        |                           |
| 136                       | Victor Vercouillie (BEL)  |                           |
| 137                       | Noah Vandenbranden (BEL)  |                           |

| Q36.5 Pro Cycling Team Q36 | Q36.5 Pro Cycling Team Q36      | Q36.5 Pro Cycling Team Q36 |
| -------------------------- | ------------------------------- | -------------------------- |
| Num                        | Coureur                         | Pos                        |
| 141                        | Nickolas Zukowsky (CAN) (route) |                            |
| 142                        | Xabier Mikel Azparren (ESP)     | NP                         |
| 143                        | Kamil Małecki (POL)             |                            |
| 144                        | Matteo Moschetti (ITA)          |                            |
| 145                        | Travis Stedman (RSA)            |                            |
| 146                        | Szymon Sajnok (POL)             | AB                         |
| 147                        | Rory Townsend (IRL)             |                            |

| Team Novo Nordisk TNN | Team Novo Nordisk TNN   | Team Novo Nordisk TNN |
| --------------------- | ----------------------- | --------------------- |
| Num                   | Coureur                 | Pos                   |
| 151                   | Sam Brand (GBR)         |                       |
| 152                   | Quinten De Graeve (BEL) |                       |
| 153                   | Filippo Ridolfo (ITA)   |                       |
| 154                   | Declan Irvine (AUS)     |                       |
| 155                   | Matyáš Kopecký (CZE)    |                       |
| 156                   | Logan Phippen (USA)     |                       |
| 157                   | Antonio Polga (ITA)     |                       |

| TDT-Unibet TDT | TDT-Unibet TDT          | TDT-Unibet TDT |
| -------------- | ----------------------- | -------------- |
| Num            | Coureur                 | Pos            |
| 161            | Davide Bomboi (BEL)     |                |
| 162            | Martijn Budding (NED)   |                |
| 163            | Owen Geleijn (NED)      |                |
| 164            | Andreas Stokbro (DEN)   | AB             |
| 165            | Zeb Kyffin (GBR)        |                |
| 166            | Abram Stockman (BEL)    |                |
| 167            | Sebastian Nielsen (DEN) |                |

| Tudor Pro Cycling Team TUD | Tudor Pro Cycling Team TUD     | Tudor Pro Cycling Team TUD |
| -------------------------- | ------------------------------ | -------------------------- |
| Num                        | Coureur                        | Pos                        |
| 171                        | Tom Bohli (SUI)                |                            |
| 172                        | Nils Brun (SUI)                |                            |
| 173                        | Sebastian Kolze Changizi (DEN) |                            |
| 174                        | Arvid de Kleijn (NED)          |                            |
| 175                        | Jacob Eriksson (SWE)           |                            |
| 176                        | Aivaras Mikutis (LTU)          |                            |
| 177                        | Maikel Zijlaard (NED)          |                            |

| Tarteletto-Isorex TIS | Tarteletto-Isorex TIS | Tarteletto-Isorex TIS |
| --------------------- | --------------------- | --------------------- |
| Num                   | Coureur               | Pos                   |
| 181                   | Ewout De Keyser (BEL) |                       |
| 182                   | Timothy Dupont (BEL)  |                       |
| 183                   | Bo Godart (BEL)       |                       |
| 184                   | Thomas Joseph (BEL)   |                       |
| 185                   | Gianni Marchand (BEL) |                       |
| 186                   | Arne Santy (BEL)      |                       |
| 187                   | Mauro Verwilt (BEL)   |                       |

| VolkerWessels Cycling Team VWT | VolkerWessels Cycling Team VWT | VolkerWessels Cycling Team VWT |
| ------------------------------ | ------------------------------ | ------------------------------ |
| Num                            | Coureur                        | Pos                            |
| 191                            | Bert-Jan Lindeman (NED)        |                                |
| 192                            | Max Kroonen (NED)              |                                |
| 193                            | Finn Crockett (GBR)            |                                |
| 194                            | Timo de Jong (NED)             |                                |
| 195                            | Jasper Haest (NED)             |                                |
| 196                            | Jago Willems (BEL)             |                                |
| 197                            | Thimo Willems (BEL)            |                                |

| Intermarché-Wanty IWA | Intermarché-Wanty IWA           | Intermarché-Wanty IWA |
| --------------------- | ------------------------------- | --------------------- |
| Num                   | Coureur                         | Pos                   |
| 1                     | Gerben Thijssen (BEL)           |                       |
| 2                     | Dries De Pooter (BEL)           |                       |
| 3                     | Madis Mihkels (EST)             |                       |
| 4                     | Baptiste Planckaert (BEL)       |                       |
| 5                     | Sacha Prestianni (BEL)          |                       |
| 6                     | Roel van Sintmaartensdijk (NED) |                       |
| 7                     | Adrien Petit (FRA)              |                       |

| Soudal Quick-Step SOQ | Soudal Quick-Step SOQ      | Soudal Quick-Step SOQ |
| --------------------- | -------------------------- | --------------------- |
| Num                   | Coureur                    | Pos                   |
| 11                    | Yves Lampaert (BEL)        |                       |
| 12                    | Gil Gelders (BEL)          |                       |
| 13                    | Pepijn Reinderink (NED)    |                       |
| 14                    | Leander Van Hautegem (BEL) |                       |
| 15                    | Paul Magnier (FRA)         |                       |
| 16                    | Warre Vangheluwe (BEL)     |                       |
| 17                    | Jordi Warlop (BEL)         |                       |

| UAE Team Emirates UAD | UAE Team Emirates UAD      | UAE Team Emirates UAD |
| --------------------- | -------------------------- | --------------------- |
| Num                   | Coureur                    | Pos                   |
| 21                    | Álvaro Hodeg (COL)         | NP                    |
| 22                    | Ivo Oliveira (POR) (route) |                       |
| 24                    | António Morgado (POR)      |                       |
| 25                    | Sebastián Molano (COL)     |                       |
| 26                    | Nils Politt (GER)          |                       |
| 27                    | Michael Vink (NZL)         |                       |

| Team dsm-firmenich PostNL DFP | Team dsm-firmenich PostNL DFP | Team dsm-firmenich PostNL DFP |
| ----------------------------- | ----------------------------- | ----------------------------- |
| Num                           | Coureur                       | Pos                           |
| 31                            | John Degenkolb (GER)          |                               |
| 32                            | Tobias Lund Andresen (DEN)    |                               |
| 33                            | Johan Dorussen (NED)          |                               |
| 34                            | Emīls Liepiņš (LAT) (route)   |                               |
| 35                            | Tim Naberman (NED)            |                               |
| 36                            | Timo Roosen (NED)             |                               |
| 37                            | Patrick Eddy (AUS)            |                               |

| Team Jayco AlUla JAY | Team Jayco AlUla JAY        | Team Jayco AlUla JAY |
| -------------------- | --------------------------- | -------------------- |
| Num                  | Coureur                     | Pos                  |
| 41                   | Dylan Groenewegen (NED)     |                      |
| 42                   | Jan Maas (NED)              |                      |
| 43                   | Amund Grøndahl Jansen (NOR) |                      |
| 44                   | Luka Mezgec (SLO)           |                      |
| 45                   | Kelland O'Brien (AUS)       |                      |
| 46                   | Blake Quick (AUS)           |                      |
| 47                   | Elmar Reinders (NED)        |                      |

| Alpecin-Deceuninck ADC | Alpecin-Deceuninck ADC  | Alpecin-Deceuninck ADC |
| ---------------------- | ----------------------- | ---------------------- |
| Num                    | Coureur                 | Pos                    |
| 51                     | Robbe Ghys (BEL)        |                        |
| 52                     | Senne Leysen (BEL)      |                        |
| 53                     | Jensen Plowright (AUS)  |                        |
| 54                     | Simon Dehairs (BEL)     |                        |
| 55                     | Siebe Roesems (BEL)     |                        |
| 56                     | Gianni Vermeersch (BEL) |                        |
| 57                     | Ramon Sinkeldam (NED)   |                        |

| Arkéa-B&B Hotels ARK | Arkéa-B&B Hotels ARK | Arkéa-B&B Hotels ARK |
| -------------------- | -------------------- | -------------------- |
| Num                  | Coureur              | Pos                  |
| 61                   | Amaury Capiot (BEL)  |                      |

| Arkéa-B&B Hôtels Continentale ___ | Arkéa-B&B Hôtels Continentale ___ | Arkéa-B&B Hôtels Continentale ___ |
| --------------------------------- | --------------------------------- | --------------------------------- |
| Num                               | Coureur                           | Pos                               |
| 62                                | Pierre Thierry (FRA)              |                                   |

| Arkéa-B&B Hotels ARK | Arkéa-B&B Hotels ARK | Arkéa-B&B Hotels ARK |
| -------------------- | -------------------- | -------------------- |
| Num                  | Coureur              | Pos                  |
| 63                   | David Dekker (NED)   |                      |
| 64                   | Luca Mozzato (ITA)   |                      |
| 65                   | Alan Riou (FRA)      |                      |
| 67                   | Nicolas Milesi (ITA) |                      |

| Lidl-Trek LTK | Lidl-Trek LTK               | Lidl-Trek LTK |
| ------------- | --------------------------- | ------------- |
| Num           | Coureur                     | Pos           |
| 72            | Daan Hoole (NED)            |               |
| 73            | Simone Consonni (ITA)       |               |
| 74            | Martin Pedersen (DEN)       |               |
| 75            | Mathias Vacek (CZE) (route) |               |
| 76            | Otto Vergaerde (BEL)        |               |
| 77            | Matteo Milan (ITA)          |               |

| Lotto Dstny LTD | Lotto Dstny LTD          | Lotto Dstny LTD |
| --------------- | ------------------------ | --------------- |
| Num             | Coureur                  | Pos             |
| 81              | Arnaud De Lie (BEL)      |                 |
| 82              | Joshua Giddings (GBR)    |                 |
| 83              | Mathijs Paasschens (NED) |                 |
| 85              | Lionel Taminiaux (BEL)   |                 |
| 86              | Axel De Lie (BEL)        |                 |
| 87              | Brent Van Moer (BEL)     |                 |

| Israel-Premier Tech IPT | Israel-Premier Tech IPT | Israel-Premier Tech IPT |
| ----------------------- | ----------------------- | ----------------------- |
| Num                     | Coureur                 | Pos                     |
| 91                      | Pascal Ackermann (GER)  |                         |
| 92                      | Hugo Hofstetter (FRA)   |                         |
| 93                      | Oded Kogut (ISR)        |                         |
| 94                      | Jake Stewart (GBR)      |                         |
| 95                      | Kiaan Watts (NZL)       |                         |
| 97                      | Rick Zabel (GER)        |                         |

| Uno-X Mobility UXM | Uno-X Mobility UXM         | Uno-X Mobility UXM |
| ------------------ | -------------------------- | ------------------ |
| Num                | Coureur                    | Pos                |
| 101                | Louis Bendixen (DEN)       |                    |
| 102                | Carl-Frederik Bévort (DEN) |                    |
| 103                | Erlend Blikra (NOR)        |                    |
| 104                | Tord Gudmestad (NOR)       |                    |
| 105                | Niklas Larsen (DEN)        |                    |
| 106                | William Blume Levy (DEN)   |                    |
| 107                | Rasmus Bøgh Wallin (DEN)   |                    |

| TotalEnergies TEN | TotalEnergies TEN       | TotalEnergies TEN |
| ----------------- | ----------------------- | ----------------- |
| Num               | Coureur                 | Pos               |
| 111               | Lucas Boniface (FRA)    |                   |
| 112               | Dries Van Gestel (BEL)  |                   |
| 113               | Thomas Gachignard (FRA) |                   |
| 114               | Lorrenzo Manzin (FRA)   |                   |
| 116               | Anthony Turgis (FRA)    |                   |
| 117               | Baptiste Vadic (FRA)    |                   |

| Bingoal WB BWB | Bingoal WB BWB            | Bingoal WB BWB |
| -------------- | ------------------------- | -------------- |
| Num            | Coureur                   | Pos            |
| 121            | Luca De Meester (BEL)     |                |
| 122            | Cériel Desal (BEL)        |                |
| 123            | Floris De Tier (BEL)      |                |
| 124            | Kenneth Van Rooy (BEL)    |                |
| 125            | Aaron Van der Beken (BEL) |                |
| 126            | Alexander Salby (DEN)     |                |
| 127            | Jens Reynders (BEL)       |                |

| Team Flanders-Baloise TFB | Team Flanders-Baloise TFB | Team Flanders-Baloise TFB |
| ------------------------- | ------------------------- | ------------------------- |
| Num                       | Coureur                   | Pos                       |
| 131                       | Elias Maris (BEL)         |                           |
| 132                       | Toon Clynhens (BEL)       |                           |
| 133                       | Siebe Deweirdt (BEL)      |                           |
| 134                       | Jasper Dejaegher (BEL)    |                           |
| 135                       | Ward Vanhoof (BEL)        |                           |
| 136                       | Victor Vercouillie (BEL)  |                           |
| 137                       | Noah Vandenbranden (BEL)  |                           |

| Q36.5 Pro Cycling Team Q36 | Q36.5 Pro Cycling Team Q36      | Q36.5 Pro Cycling Team Q36 |
| -------------------------- | ------------------------------- | -------------------------- |
| Num                        | Coureur                         | Pos                        |
| 141                        | Nickolas Zukowsky (CAN) (route) |                            |
| 142                        | Xabier Mikel Azparren (ESP)     | NP                         |
| 143                        | Kamil Małecki (POL)             |                            |
| 144                        | Matteo Moschetti (ITA)          |                            |
| 145                        | Travis Stedman (RSA)            |                            |
| 146                        | Szymon Sajnok (POL)             | AB                         |
| 147                        | Rory Townsend (IRL)             |                            |

| Team Novo Nordisk TNN | Team Novo Nordisk TNN   | Team Novo Nordisk TNN |
| --------------------- | ----------------------- | --------------------- |
| Num                   | Coureur                 | Pos                   |
| 151                   | Sam Brand (GBR)         |                       |
| 152                   | Quinten De Graeve (BEL) |                       |
| 153                   | Filippo Ridolfo (ITA)   |                       |
| 154                   | Declan Irvine (AUS)     |                       |
| 155                   | Matyáš Kopecký (CZE)    |                       |
| 156                   | Logan Phippen (USA)     |                       |
| 157                   | Antonio Polga (ITA)     |                       |

| TDT-Unibet TDT | TDT-Unibet TDT          | TDT-Unibet TDT |
| -------------- | ----------------------- | -------------- |
| Num            | Coureur                 | Pos            |
| 161            | Davide Bomboi (BEL)     |                |
| 162            | Martijn Budding (NED)   |                |
| 163            | Owen Geleijn (NED)      |                |
| 164            | Andreas Stokbro (DEN)   | AB             |
| 165            | Zeb Kyffin (GBR)        |                |
| 166            | Abram Stockman (BEL)    |                |
| 167            | Sebastian Nielsen (DEN) |                |

| Tudor Pro Cycling Team TUD | Tudor Pro Cycling Team TUD     | Tudor Pro Cycling Team TUD |
| -------------------------- | ------------------------------ | -------------------------- |
| Num                        | Coureur                        | Pos                        |
| 171                        | Tom Bohli (SUI)                |                            |
| 172                        | Nils Brun (SUI)                |                            |
| 173                        | Sebastian Kolze Changizi (DEN) |                            |
| 174                        | Arvid de Kleijn (NED)          |                            |
| 175                        | Jacob Eriksson (SWE)           |                            |
| 176                        | Aivaras Mikutis (LTU)          |                            |
| 177                        | Maikel Zijlaard (NED)          |                            |

| Tarteletto-Isorex TIS | Tarteletto-Isorex TIS | Tarteletto-Isorex TIS |
| --------------------- | --------------------- | --------------------- |
| Num                   | Coureur               | Pos                   |
| 181                   | Ewout De Keyser (BEL) |                       |
| 182                   | Timothy Dupont (BEL)  |                       |
| 183                   | Bo Godart (BEL)       |                       |
| 184                   | Thomas Joseph (BEL)   |                       |
| 185                   | Gianni Marchand (BEL) |                       |
| 186                   | Arne Santy (BEL)      |                       |
| 187                   | Mauro Verwilt (BEL)   |                       |

| VolkerWessels Cycling Team VWT | VolkerWessels Cycling Team VWT | VolkerWessels Cycling Team VWT |
| ------------------------------ | ------------------------------ | ------------------------------ |
| Num                            | Coureur                        | Pos                            |
| 191                            | Bert-Jan Lindeman (NED)        |                                |
| 192                            | Max Kroonen (NED)              |                                |
| 193                            | Finn Crockett (GBR)            |                                |
| 194                            | Timo de Jong (NED)             |                                |
| 195                            | Jasper Haest (NED)             |                                |
| 196                            | Jago Willems (BEL)             |                                |
| 197                            | Thimo Willems (BEL)            |                                |